# Лемменйоки
«Ле́мменйоки» (Лемменьоен, англ. Lemmenjoen kansallispuisto) — национальный парк на севере Финляндии. Расположен в общинах Инари и Киттиля провинции Лапландия, в 50 км от центра Инари. Был основан в 1956 году и с тех пор дважды расширялся. Общая площадь составляет 2850 км², делая «Лемменйоки» самым большим национальным парком Финляндии и одним из крупнейших в Европе.
Парк «Лемменйоки» назван в честь протекающей через него одноимённой реки Лемменйоки (Lemmenjoki), что в переводе с финского языка означает «Река любви». Также территория парка частично граничит с норвежским национальным парком Эвре-Анарйокка.
Около 10 тыс. туристов посещают парк ежегодно. Здесь имеется около 60 км оборудованных троп, несколько мостов и лодок, а также лесные хижины. Более 100 человек на 40 участках летом занимаются в парке добычей золота.

## Обитатели и природа парка
Помимо различных видов птиц на территории парка обитают росомахи, волки и медведи. Парк хранит древние традиции оленеводства: часть парка используется Салливаарским оленеводческим сообществом, с поголовьем 7500 оленей.

## Занятия
Поиск золота
В русле реки Лемменйоки (Lemmenjoki) ещё в середине 1940-х годов были обнаружены сотни крупнейших золотых самородков. До сих пор любители и опытные золотоискатели могут попробовать здесь намыть золото.
Сплавы
Сплав по спокойным водам реки подойдёт даже для гребцов-новичков.
Рыбалка
В реке Лемменйоки обитает сиг, кумжа и хариус. Ловить рыбу на простую удочку или заниматься подледной рыбалкой можно бесплатно во всех озёрах парка. Для других видов рыбалки необходима лицензия.
Сбор ягод и грибов
Собирать различные грибы и ягоды можно на всей территории парка.
Пикник
В парке оборудованы специальные площадки для пикников, разведения костров и приготовления еды с дровницами и биотуалетами.
Неподалёку от национального парка «Лемменйоки» находится природная территория Инари, где также возможны различные виды отдыха.
Рыбалка
Озеро Инариярви (Inarijarvi) является третьим по величине в Финляндии. Здесь водятся окуни, щуки, форель и другие виды рыб. Рыболовные лицензии оформляются в визит-центре «Сиида».
Сплавы
Путешествие на каноэ или байдарке позволит осмотреть с воды озеро Инариярви с многочисленными хребтами островов. Располагающиеся неподалёку бурлящие речные пороги Янискоски (Jäniskoski) принесут массу ярких впечатлений любителям активного отдыха.

## Пешие маршруты
Национальный парк «Лемменйоки» насчитывает около 60 км размеченных пешеходных маршрутов, освоить которые можно с гидом или самостоятельно.
Размеченная тропа «Йуутуа» (Juutua)
Тропа пролегает от отеля Kultahovi в Инари вдоль южного берега реки к подвесному мосту через пороги Янискоски (Jäniskoski). Весь маршрут можно пройти за 1,5 часа, если возвращаться обратно той же дорогой. С тропы открывается вид на бурлящие пороги, здесь часто наблюдают северное сияние.
Тропа «Пиелпаярви» (Pielpajärvi)
Протяжённость — 4,5 км. Тропа ведет к одноимённой лесной церкви Pielpajärvi через сосновый бор и множество небольших озёр.
Маршрут к сопке Отсамотунтури (Otsamotunturi)
Протяжённость — 4,5 км. С вершины сопки Отсамотунтури (Otsamotunturi) открывается великолепный вид на озеро Инариярви (Inarijarvi) и холмы национального парка.
Природная тропа «Лемменйоки» (Lemmenjoen luontopolku)
Протяжённость — 9 км. Тропа начинается у информационного центра в деревне Ньюркулахти (Njurkulahti), пролегает вдоль реки Лемменйоки (Lemmenjoki) и ведет к вершине сопки Йоенкиелинен (Joenkielinen). Путешественникам предстоит пройти 3‑километровый подъём, в конце которого их ждет восхитительный пейзаж. По пути имеется место для привала в Муурахаислампи (Muurahaislampi).

## Достопримечательности
1. Lemmenjokilaakso — долина реки Лемменйоки (Lemmenjoki) — протянулась 22‑километровой полосой между деревнями Ньюркулахти (Njurkulahti) и Култасатама (Kultasatama). Летом вдоль берегов реки несколько раз в день курсирует водный транспорт.
2. Оленья ферма Kaapin Jounin kenttä расположена на западном берегу реки Лемменйоки. Это одна из старейших оленьих ферм округа.
3. Водопад Равадаскёнгяс (Ravadasköngäs). К двухуровневому водопаду ведет 15-километровая размеченная тропа.
4. Золотые прииски находятся на пути следования кольцевой тропы, где можно узнать об истории добычи золота. В месте Култасатама (Kultasatama) можно своими глазами увидеть процесс его отмывания в реке.
5. Остров Уконсаари (Ukonsaari) — небольшой скалистый остров на озере Инариярви (Inarinjärvi) в 11 километрах к северо-востоку от Инари, похожий издали на хребет огромного морского ящера. В древности саамы считали остров священным. Многие из них до сих пор приезжают сюда поклониться и принести дары могущественному богу грома, воды и ветра Айеке.
6. «Сиида»[5] — музей саамской культуры под открытым небом и визит-центр Северной Лапландии, где есть пункт информации, сувенирная лавка и природные экспозиции.

## Места для ночёвки
Отдохнуть или переночевать в парке «Лемменйоки» можно бесплатно в избушках общего пользования, а также в собственных палатках на специально предназначенных для отдыха площадках. Здесь оборудованы места для костра, где можно приготовить еду, имеются дровницы и биотуалеты.
Лесные избушки сдаются в аренду. В окрестностях парка и в Инари имеются гостиницы и коттеджи для размещения.

## Правила нахождения в национальном парке
Разведение костров
Разведение огня в парке допускается только в специально предназначенных местах, на площадках для отдыха. Здесь есть жаровни, заготовлены дрова.
Мусор
В парке не принято оставлять мусор. Горючие отходы можно сжечь в костре, пищевые отходы выбросить в биотуалет, прочий мусор — вынести к специальным контейнерам, расположенным у входа в парк.
Животные
Домашних животных можно выгуливать в парке только на поводке.
Транспортные средства
Перемещаться на моторных транспортных средствах можно только на специально отведённых для этого дорогах и маршрутах.